# Munții Naukluft
Munții Naukluft sunt un masiv situat în partea centrală a Namibiei și formează partea estică a Parcului Național Namib-Naukluft. Sunt cunoscuți pentru specii faunistice precum zebre de munte și leoparzi. În zonă se găsesc multe cursuri de apă și cascade. 